# 도산초등학교 (광주)
도산초등학교는 대한민국 광주광역시 광산구 도산동에 있는 초등학교이다.

## 학교 연혁
- 2006년 2월 28일 - 도산초등학교 개교 인가
- 2006년 3월 1일 - 초대 박천규 교장 부임
- 2006년 3월 1일 - 도산초등학교 개교 (24학급)
- 2006년 10월 9일 - 보육교실(햇살둥지) 개원
- 2007년 2월 5일 - 특수학급(1학급) 인가

- 2007년 2월 14일 - 제1회 졸업생 80명 배출

- 2007년 12월 21일 - 제7회 광주교육환경대상 학교부문 대상 수상
- 2008년 3월 10일 - 병설 유치원 개원
- 2008년 9월 1일 - 제2대 김미희 교장 부임
- 2011년 3월 1일 - 통일부 요청 통일교육 연구학교 운영
- 2011년 9월 1일 - 제3대 문행룡 교장 부임
- 2013년 2월 15일 - 제7회 졸업생 124명 배출(계 645명 배출)
- 2013년 3월 1일 - 제4대 조영기 교장 부임
- 2015년 3월 1일 - 20학급(특수학급 1학급 포함)
- 2015년 3월 1일 - 제5대 이회순 교장 부임
- 2019년 제6대 민미숙 교장 부임

## 학교 상징
- 교목(校木) - 느티나무
- 교화(敎化) - 철쭉